# Pabucaki
Pabucaki o Pabucaki Zimirnika és un plat d'albergínia de la cuina turca, (pp 273 - 275) més propi de la Regió de l'Egeu. Pabucaki sembla als altres plats a base de farciment de l'alberguinia, però la verdura no és fregida, és bullida, i és farcida amb formatge blanc o lor.